# Atentados de diciembre de 2013 en Kinsasa

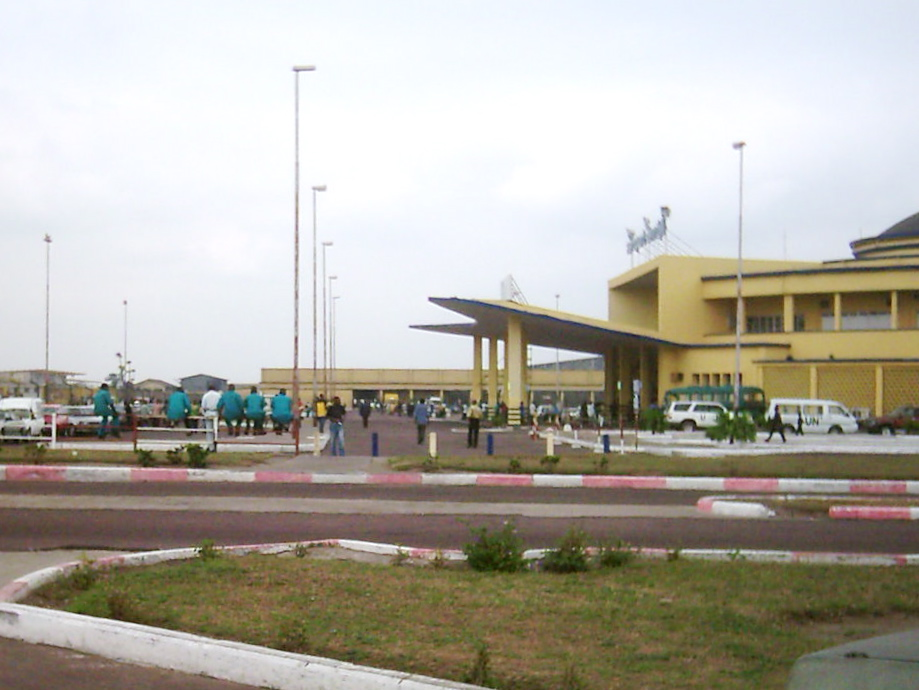
Aeropuerto Internacional de N'Djili.

Los ataques en Kinsasa, la capital de la República Democrática del Congo, se pusieron en marcha por los partidarios del líder religioso Paul Joseph Mukungubila contra los estudios de televisión, el aeropuerto y una base militar en la capital el 30 de diciembre de 2013. Las fuerzas de seguridad del Estado respondieron, matando a alrededor de 54 de los atacantes. A más de 47 de los partidarios de Mukungubila murieron en enfrentamientos separados en las ciudades de Lubumbashi y Kolwezi y alrededor de 100 personas fueron detenidas.

## Ataques
Los ataques perpetrados por hombres armados con cuchillos se hicieron contra los estudios de la emisora estatal, el Aeropuerto Internacional de N'Djili y el Campo Militar Coronel Tshatshi alrededor de las 7 a. m., hora local. El líder religioso y excandidato presidencial Paul Joseph Mukungubila se atribuyó la responsabilidad por la violencia. Un coronel del ejército fue muerto durante los combates en la base militar, pero el ministro de Información, Lambert Mende, afirmó que el gobierno mantendrá el orden "a cualquier precio", y afirmó que no había ninguna posibilidad de que los atacantes "mantengan sus posiciones, incluso por una sola hora". Mende afirmó que 54 de los atacantes habían muerto. Un trabajador civil congoleño para el programa de la MONUSCO de las Naciones Unidas fue herido por arma de fuego en el aeropuerto.
Los hombres de Mukungubila obligaron a dos de los miembros del personal de la emisora a leer una declaración política en crítica del presidente Joseph Kabila en la televisión. El comunicado dijo que "Gideon Mukungubila ha llegado a liberarte de la esclavitud de Ruanda", una aparente referencia a la instalación del padre de Kabila como presidente por soldados apoyados por Ruanda en una rebelión de 1996-1997. El gobierno pudo apagar las emisiones.

## Secuelas
Mukungubila negó que iba a lanzar un golpe de Estado y declaró que la violencia fue en respuesta al acoso del gobierno a sus seguidores. En respuesta a los ataques de la policía y puestos militares de control se estableció a lo largo de Kinsasa. Un intercambio separado de disparos entre fuerzas de seguridad y hombres armados en Lubumbashi en la provincia de Katanga se dijo inicialmente para ser desatado por un programa de desarme y no relacionado con los ataques en Kinsasa. Sin embargo más tarde fuentes señalaron que el compromiso de Lubumbashi se produjo cuando las fuerzas de seguridad asaltaron una iglesia vinculada a Mukungubila, matando a 45 personas. Se realizó una serie de arrestos en Lubumbashi. una persona más murió en un incidente relacionado en Kolwezi.
Los rebeldes Mai Mai también tomaron el aeropuerto de Kindu, provincia de Maniema antes de ser rechazado por la ONU y las fuerzas gubernamentales en el mismo día, pero no se sabe si esto se relaciona con los eventos en Kinshasa. Se emitió una orden por la gobierno congoleño para el arresto de Mukungubila.